# Mistrzostwa Świata FIBT 1955
Mistrzostwa Świata FIBT 1955 odbyły się w dniu 1 lutego 1955 w szwajcarskiej miejscowości Sankt Moritz, gdzie rozegrano konkurencję męskich dwójek i czwórek bobslejowych.

## Dwójki
- Data: 1 lutego 1955

| Miejsce | Państwo    | Zawodnik                         | Czas |
| ------- | ---------- | -------------------------------- | ---- |
| 1       | Szwajcaria | Fritz Feierabend Harry Warburton | –    |
| 2       | Austria    | Paul Aste Pepi Isser             | –    |
| 3       | Szwajcaria | Franz Kapus Heinrich Angst       | –    |

## Czwórki
- Data: 1 lutego 1955

| Miejsce | Państwo    | Zawodnik                                                  | Czas |
| ------- | ---------- | --------------------------------------------------------- | ---- |
| 1       | Szwajcaria | Franz Kapus Gottfried Diener Robert Alt Heinrich Angst    | –    |
| 2       | Szwajcaria | Fritz Feierabend Aby Gartmann Harry Warburton Rolf Gerber | –    |
| 3       | RFN        | Franz Schelle Jakob Nirschl Hans Henn Edmund Koller       | –    |

## Tabela medalowa
| Miejsce | Państwo    |   |   |   | Razem |
| ------- | ---------- | - | - | - | ----- |
| 1.      | Szwajcaria | 2 | 1 | 1 | 4     |
| 2.      | Austria    | 0 | 1 | 0 | 1     |
| 3.      | RFN        | 0 | 0 | 1 | 1     |